# Hr.Ms. Koningin Wilhelmina der Nederlanden (1894)
De Hr.Ms. Koningin Wilhelmina der Nederlanden was een uniek Nederlands pantserdekschip, gebouwd door de Rijkswerf in Amsterdam.

## Specificaties
De bewapening van het schip bestond uit een enkel 280mm- en een enkel 210mm-kanon, twee enkele 170mm-kanonnen, vier enkele 76mm-kanonnen en vier 360mm-torpedobuizen. Het dekpantser was 50 mm. Het schip was 99,8 meter lang, 14,91 meter breed en had een diepgang van 6,07 meter. De waterverplaatsing bedroeg 4530 ton. De machines van het schip leverden 4600 pk waarmee een snelheid van 15,8 knopen gehaald kon worden. Het schip werd bemand door 296 man.

## Diensthistorie
Het schip werd op 22 oktober 1892 te water gelaten en gedoopt door Koningin Wilhelmina op de Rijkswerf te Amsterdam. Oorspronkelijk zou het schip gebouwd worden door de Koninklijke Fabriek van Stoom- en andere Werktuigen te Amsterdam. De bouw van het schip werd door de Rijkswerf overgenomen na de liquidatie van dit bedrijf.
Op 17 april 1894 werd de Koningin Wilhelmina der Nederlanden in dienst gesteld. Op de Noordzee en Atlantische Oceaan worden van 14 juli tot 2 augustus proefvaarten uitgevoerd.
Bij het uitvaren van de haven van Den Helder op 19 juni loopt het schip vast bij het eiland Harssens, door een defecte stoommachine.
Voorafgaande aan het vertrek van het schip naar Nederlands-Indië brengen Koningin Wilhelmina en haar moeder Emma een bezoek aan het schip op 12 september 1894.
Op 10 december 1896 vertrekt de Koningin Wilhelmina der Nederlanden vanuit Batavia voor een tocht naar China, Japan, Korea en de Filipijnen om de vlag te tonen.
In 1900 wordt het schip samen met Hr. Ms. Holland en Hr. Ms. Piet Hein naar Shanghai gestuurd om Europese burgers en Nederlandse belangen te beschermen in verband met de Bokseropstand. Het schip komt aan op 30 juli de andere schepen waren reeds ter plaatse. Koningin Wilhelmina der Nederlanden en de Holland vertrekken midden oktober dat jaar terug naar Nederlands-Indië.
Het schip begint op 29 december 1909 aan zijn laatste reis vanuit Sabang naar IJmuiden waar het aankomt op 14 februari 1910. Later dat jaar op 5 maart wordt het schip uit dienst genomen en op 14 oktober voor de sloop verkocht.